# Coupe d'Europe des clubs champions d'athlétisme
La Coupe d'Europe des clubs champions d'athlétisme (en anglais : European Champion Clubs Cup) est une compétition continentale annuelle non-mixte entre clubs champions nationaux en athlétisme non-mixte. La compétition est divisée en poules comme la coupe d'Europe des nations et existe également dans une version pour les athlètes juniors et en cross-country. La dernière édition s'est déroulé à Vila Real au Portugal les 28 et 29 mai 2011 pour le groupe A et seulement le 28 à Belgrade pour le groupe B.
Les actuels tenant du titre hommes et femmes, le Luch Moscou, n'ont pas perdu depuis 1997 chez les femmes et ont gagné les titres masculins et féminins 13 fois dans les 15 dernières années.

## Groupes

### Groupe A — Sénior
Le groupe A réunit 8 équipes hommes mais 7 équipes femmes. Le Sport Luch Moscou et le Enka Spor Külübü sont les seuls clubs présents chez les hommes comme chez les femmes. En 2012, chez les hommes, VSK Universita Brno remplace l'AK Kromeriz pour les Tchèques, City of Manchester Newham & Essex Beagles pour les Britanniques. Le Sporting Clube de Portugal est également sorti chez les hommes et laisse la place au Sport Lisboa e Benfica. Les Suisses du LG Bern et les Turcs de l'Enka Spor Külübü montent chez les hommes. Chez les femmes, le CA Montreuil 93 et le Dundrum South Dublin montent dans le groupe A.
| Clubs hommes | VSK Universita Brno | Sport Luch Moscou   | City of Manchester | Sport Lisboa e Benfica | LG Bern                    | Enka Spor Külübü     | Playas de Castellon | G.S. Fiamme Gialle |
| Clubs femmes | Enka Spor Külübü    | Vaencia Terra i Mar | CA Montreuil 93    | Sport Luch Moscou      | Sporting Clube de Portugal | Dundrum South Dublin | E.S. Esercito       | Rotterdam Atletiek |

### Groupe B — Sénior
(mai 2012).
Il y a 8 équipes hommes et 7 femmes.
| Clubs hommes | Enka Spor Külübü | CA Montreuil           | Jyvaskylan Kenttaurhe ilijat | Phanos       | Maccabi Tel Aviv  | LG Bern        | AK Crvena Zvezda | Clonliffe harriers |
| Clubs femmes | LG Bern          | Maccabi Rishon-Letzion | AK Crvena Zvezda             | CA Montreuil | AK Sparta Dubnica | Ferry Bank A.C | AK Glasinac      |                    |

## Historique

### Éditions et palmarès

#### Sénior A
| Année | Lieu                       | Date             | Vainqueur homme     | Vainqueur homme | Vainqueur femme      | Vainqueur femme |
| Année | Lieu                       | Date             | Club                | Pts             | Club                 | Pts             |
| --- | -------------------------- | ---------------- | ------------------- | --------------- | -------------------- | --------------- |
| 1975 |                            |                  |                     |                 |                      |                 |
| Cette section est vide, insuffisamment détaillée ou incomplète. Votre aide est la bienvenue ! Comment faire ? |                            |                  |                     |                 |                      |                 |
| 2009 | Castellón de la Plana      | 30 — 31 mai 2009 | Luch Moscou         | 119 pts         | Luch Moscou          | 118 pts         |
| 2010 | Vila Real de Santo António | 29 — 30 mai 2010 | Luch Moscou         | 119 pts         | Luch Moscou          | 136 pts         |
| 2011 | Vila Real de Santo António | 28 — 29 mai 2011 | Luch Moscou         | 134 pts         | Luch Moscou          | 99 pts          |
| 2012 | Vila Real de Santo António | 26 — 27 mai 2012 | G.S. Fiamme Gialle  |                 | Playas de Castellon  |                 |
| 2013 | Vila Real de Santo António | 25 — 26 mai 2013 | G.S. Fiamme Gialle  | 126 pts         | Luch Moscou          | 132 pts         |
| 2014 | Vila Real de Santo António | 24 — 25 mai 2014 | G.S. Fiamme Gialle  | 124,5 pts       | Valencia Terra i Mar | 111 pts         |
| 2015 | Mersin                     | 30 — 31 mai 2015 | Playas de Castellon | 117 pts         | Valencia Terra i Mar | 120 pts         |